# Toyota Corolla
O Toyota Corolla (トヨタ・カローラ, Toyota Karōra) é um modelo de segmento C ("médio" no Brasil) da Toyota oferecido em versões sedan, hatchback e perua. Também é o modelo mais vendido da história dos automóveis, com produção nos cinco continentes e vendas totais superiores a 50 milhões de automóveis desde seu lançamento, em 1966.
Seu nome provém do Latim e o significado é “Coroa de Flores”, que por sua vez significam felicidade e triunfo. Ao adotar este nome, a Toyota manteve uma tradição da época em que muitos dos nomes dos seus carros começavam por “C” – Crown, Corona, Carina, Century, Celica, Camry etc. – Apesar da Toyota já não utilizar esta estratégia para dar nomes aos carros, nomes como o Yaris, Auris, Avalon, Etios e Avensis, todos eles derivam ainda do Latim.

## História

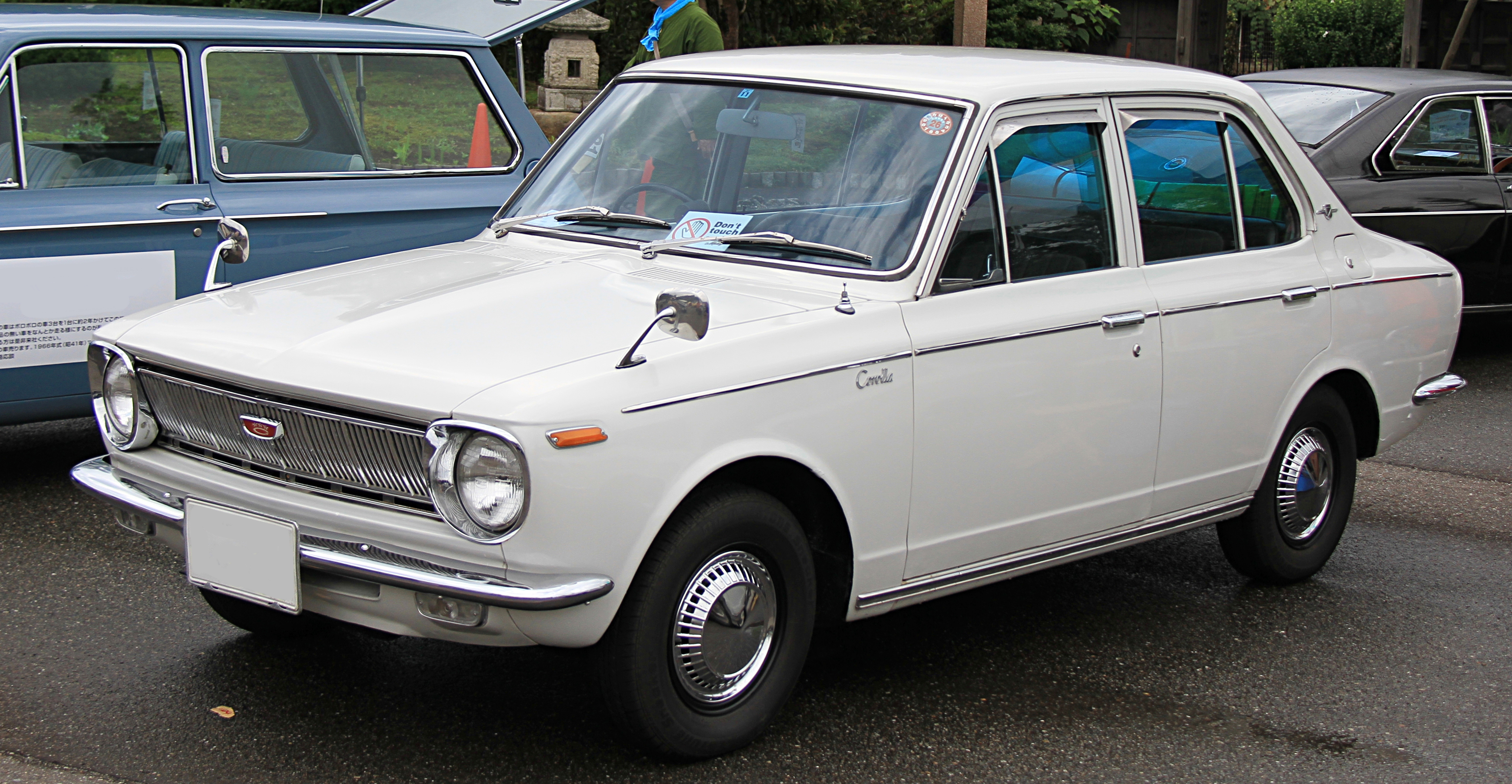
Primeiro modelo do Corolla de 1966.

Em Portugal, a popularidade deste modelo aumentou significativamente com a introdução, em finais dos anos 1980, do bloco 1.8 diesel, acoplado a uma caixa manual de 5 velocidades e que fez das versões comerciais veículos com alguma performance para a época mas, sobretudo, bastante viáveis, os quais ainda encontramos em grande número nas nossas estradas de hoje.
Nesta época, encontramos ainda o célebre 1.6 GTI, o qual rivalizava em termos de eficácia dinâmica com o endeusado Peugeot 205 GTi.
Inicialmente no Brasil , o Corolla começou a ser importado em 1993 na versão LE (que era fornecida para o mercado norte-americano), com um motor 1,2L 16v e 45cv.
Em 1994 foi iniciada a venda das versões DX e Wagon, onde a primeira tinha um motor 1,6L 16v e 106cv era notado um acabamento inferior, a seção entre as lanternas traseiras na cor cinza, calotas e a ausência de ABS e Cruise Control. As versões com câmbio automático não possuíam conta giros. Na versão Wagon era adicionado o motor 1,8 e ABS. Os modelos 1,8 tiveram a sua curva de torque priorizada e houve uma diminuição de potência, ficando com os mesmos 106cv da versão 1,6. O teto-solar era disponibilizado como opcional para os modelos LE.
Nos modelos 1996 , as versões DX deixaram de ser importadas com a LE empobrecendo em acabamento e a retirada das rodas de liga como item de série, as lanternas traseiras passaram a ter os piscas na cor branca, a grande dianteira teve uma leve reestilização e o teto-solar deixou de ser disponibilizado. Até então, todos os modelos importados vieram no padrão Estados Unidos, alguns inclusive diretamente de lá, com velocímetro em milhas e interiores com cores diferentes variadas, como bege, marrom, vinho e outros.
Já em 1998 , a versão europeia passou a ser importada, chamada de GLi na versão sedã e XLi na versão perua, com um motor 1,6 16v e 107 cv tinha um bom acabamento, mas o ABS deixava de ser oferecido, ficou pouco tempo no mercado, esses modelos apesar de confiáveis e confortáveis, tinham um estilo de gosto duvidoso, o que acabou por ocasionar sua forte desvalorização.
No fim de 1998 , era iniciada a venda dos primeiros Corolla fabricados no Brasil, os quais eram parecidos com a versão japonesa, com o motor 1,8 de 116cv nas versões XLi, XEi e SE-G.

Em azul, países onde o Corolla é atualmente produzido. Em verde, países onde o Corolla já foi produzido.

Diferenciavam entre si, em poucos equipamentos, diferentemente das versões posteriores.

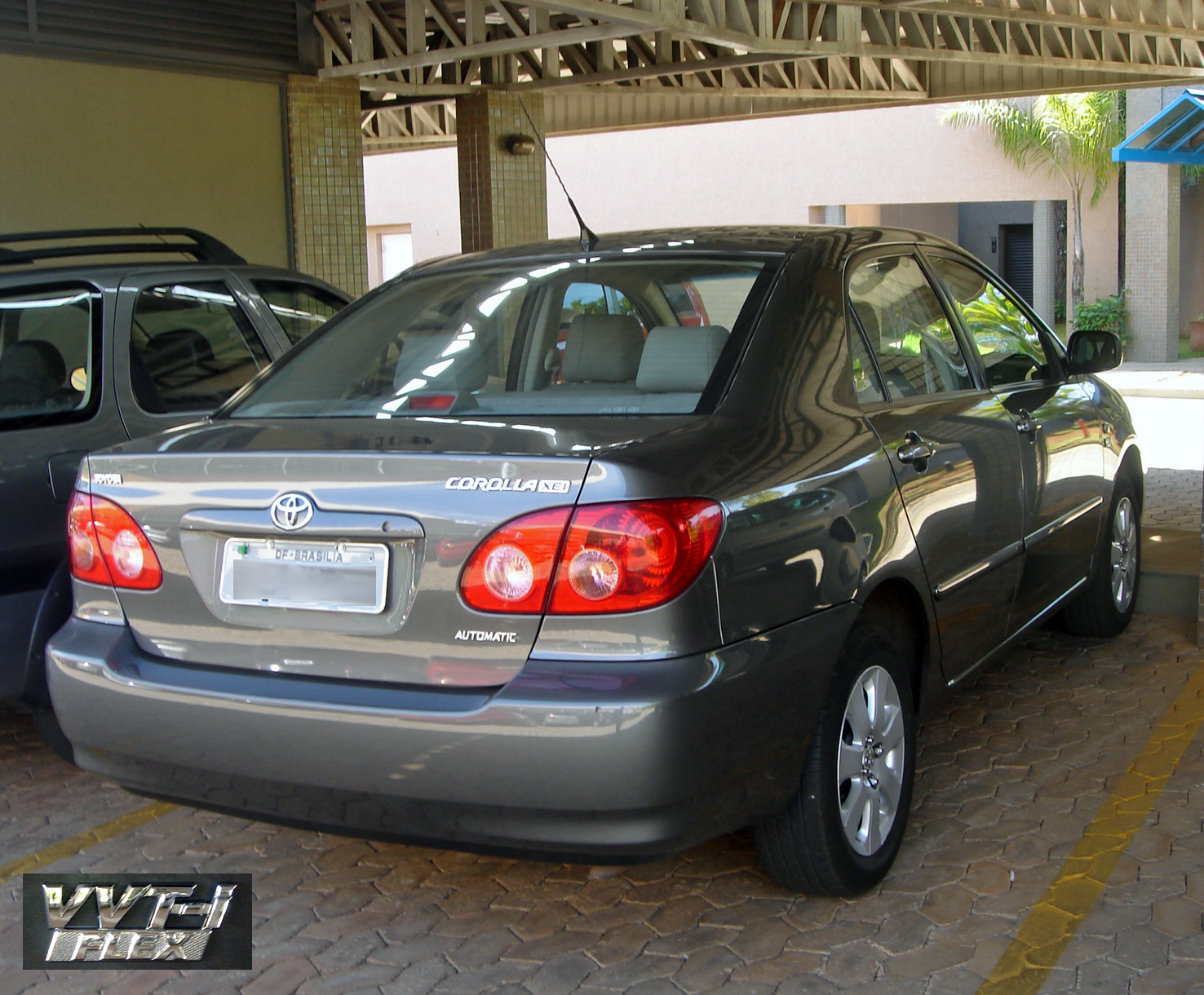
O Toyota Corolla XLi VVT-i Flex é vendido no Brasil com motor flex que pode operar com gasolina E20-E25 ou álcool, ou qualquer mistura dos dois combustíveis.

Na XLi era notada a falta de conta giros e raros exemplares sem ar-condicionado, os retrovisores eram manuais e não havia a pintura das capas dos retrovisores e das maçanetas das portas e a régua que fica acima da placa e calotas.
A XEi possuía o conta-giros, A/C, e as peças do XLi que não eram pintadas, na cor do veículo.
A SE-G adicionava bancos e laterais em couro, ABS e rodas de liga-leve como itens de série.
Em 2001 houve um pequeno banho de loja onde a grade dianteira recebeu um aplique e uma faixa cromada nos pára-choques. Na parte interna o apoio de pé era adicionado junto aos pedais.
Em meados de 2002 foi lançada a 9° geração com bons equipamentos e fazendo um grande sucesso no público brasileiro.
Em 10 de Outubro de 2006, foi lançada no Japão a décima geração do modelo, lá denominada como Corolla Axio, que contava com versões equipadas com transmissão continuamente variável (Câmbio CVT).
Em junho de 2007 foi lançado o Corolla Flex, sendo a Toyota uma das últimas marcas a desenvolver o sistema de combustível duplo.
O Corolla é considerado um carro muito econômico pelos especialistas, tendo um desempenho médio de 10 km/l (cidade) e 15 km/l (estrada) nas versões XLi, XEi e SE-G; variando de acordo com a localidade e com as versões automáticas, que consomem um pouco mais.
Líder do segmento entre 2002 a 2006, o Corolla perdeu essa colocação para o novo Honda Civic, lançado em 2006, e em Abril de 2008 a Toyota reagiu com a nova geração do Corolla. Mantendo um visual sóbrio, ao contrário de seu concorrente direto, o novo veículo apostou em equipamentos internos, tanto que um XEi novo é mais completo que um SE-G 2007 e um Honda Civic EXS (top de linha), custando 10 mil a menos que este. O SE-G novo ganhou um pacote de equipamentos comparável a veículos superiores (e preço também), e o XLi já vem bem equipado.
Pensando nos portadores de necessidades especiais, a Toyota disponibiliza sob encomenda o Corolla XLi aut 1.6, que com isenção total de impostos sai por R$ 44 000,00 (quarenta e quatro mil reais), tornando-se um excelente custo benefício.
Em 2009, a Toyota lançou uma nova versão intermediária, a GLi e o Corolla foi o grande campeão da pesquisa Os Eleitos, feita pela revista Quatro Rodas.
Lançada em 2012 nos Estados Unidos, e em 2013 na Europa, a 11ª geração do Corolla chegou ao Brasil em 2014, onde foi lançada em março. Ao contrário das gerações anteriores, onde o padrão EUA foi seguido, a 11ª geração, no Brasil, segue o padrão europeu, diferente do modelo americano.
Em 2019, a 12a geração do Corolla chegou. Com o inédito motor híbrido e acabamento torcional 60% mais resistente, o veículo é vendido em 5 versões: GLI, XEI, ALTIS, ALTIS Hybrid e ALTIS Hybrid Premium. Os motores são 1.8 (híbrido, de 101 cv a combustão, mais 2 motores elétricos de 72 cv ao todo) e 2.0 (flex, de 10 marchas, com 177 cv à álcool e 167 cv à gasolina).
Em 2020, a Toyota anunciou o "primo" dele: o Corolla Cross. O lançamento dele ocorreu na Tailândia, com 2 motorizações: 1.8 híbrido de 122 cv e o 2.0 flex, de 177 cv (o mesmo do sedã) e disponível em 3 versões: URBAN, SPORT E ADVENTURE
No Brasil, ele chegará em março de 2021, podendo custar até mais R$ 145 mil.

## Recall
Em 2010, o Toyota Corolla foi alvo do maior recall da história da montadora japonesa, afetando milhões de carros no mundo todo. O motivo seria que os tapetes do carro escorregam com facilidade, fazendo com que o motorista acelere ou freie bruscamente, causando acidentes. No estado brasileiro de Minas Gerais o modelo chegou a ter suas vendas proibidas por determinação do Procon, através do Ministério Público.
A Toyota do Brasil anunciou, no domingo (27 de fevereiro de 2011), mais um recall para os Corollas fabricados entre março de 2008 e dezembro de 2010. Os modelos envolvidos no chamamento são as versões XLi, GLi, XEi, SE-G e Altis. Segundo a companhia, trata-se de uma medida preventiva. O atendimento começa em 1º de março.
Um defeito no sistema de partida a frio desses veículos oferece risco de incêndio. Em função de um defeito na mangueira que liga o reservatório ao motor, pode haver vazamento de combustível. "É importante ressaltar que não há registro de ocorrência de acidentes causados pelo problema relatado", informou um trecho da nota divulgada pela Toyota. A empresa recomenda o agendamento prévio para o reparo em uma das suas concessionária.

### Veículos envolvidos (Intervalo de chassi)
Códigos do chassi + Últimos 7 dígitos
- 9BRBB42E09~9BRBB42EX9  5000542~5055571
- 9BRBB48E09~9BRBB48EX9  5000541~5055592
- 9BRBB42E09~9BRBB42EXA  5055598~5116530
- 9BRBB48E09~9BRBB48EXA  5055594~5116529
- 9BRBD48E0A~9BRBD48EXA  2500002~2500007
- 9BRBB42E0A~9BRBB42EXB  5116534~5151708
- 9BRBB48E0A~9BRBB48EXA  5116531~5126284

Em 2015, novo recall Toyota anunciado em 16 de maio, agora no airbag; com veículos de o ano de 2003 a 2007.

## Crash-test
A versão do Corolla disponível no Brasil a partir de 2019 (12ª geração) recebeu 5 estrelas no Latin NCAP em 2022, nota máxima da avaliação.

## Gerações
- Primeira geração (1966-70)
- Segunda geração (1970-74)
- Terceira geração (1974-79)
- Quarta geração, hatchback (1979-83)
- Quarta geração, sedã (1979-83)
- Quinta geração, hatchback (1983-87)
- Quinta geração, sedã (1983-87)
- Sexta geração, hatchback (1987-91)
- Sexta geração, sedã (1987-91)
- Sétima geração, hatchback (1991-95)
- Sétima geração (1991-95), sedã, padrão EUA, oficialmente importado para o Brasil
- Sétima geração (1991-95), perua, padrão EUA
- Oitava geração, hatchback (1995-00)
- Oitava geração, sedã (1995-00), versão americana
- Oitava geração, sedã (1995-00), versão asiática e sul-americana
- Nona geração, hatchback (2000-07)
- Nona geração, sedã (2000-07)
- Décima geração, hatchback (2006-13), chamado de Toyota Auris em alguns países
- Décima geração, sedã (2006-13)
- Décima primeira geração, hatchback (2012-2018), chamado de Toyota Auris em alguns países
- Décima primeira geração, sedã (2012-2018), versão americana
- Décima primeira geração, sedã (2012-2019), versão brasileira/europeia
- Décima primeira geração, sedã (2012-2019), versão brasileira/europeia, reestilização (2017)
- Décima segunda geração (2018-presente), versão americana
- Décima segunda geração (2018-presente), versão europeia/brasileira

## Produção no Brasil

### 8ª geração (1998-2002)
| Ano   | Produção (gasolina) | Total  |
| ----- | ------------------- | ------ |
| 1998  | 1 921               | 1 921  |
| 1999  | 7 931               | 7 931  |
| 2000  | 16 456              | 16 456 |
| 2001  | 13 011              | 13 011 |
| 2002  | 2 570               | 2 570  |
| Total | 41 889              | 41 889 |

### 9ª geração (2002-2008)
| Ano   | Produção (diesel) | Produção (gasolina) | Total   |
| ----- | ----------------- | ------------------- | ------- |
| 2002  | 798               | 14 058              | 14 856  |
| 2003  | 681               | 40 272              | 40 953  |
| 2004  | 1 029             | 47 405              | 48 434  |
| 2005  | 1 132             | 47 745              | 48 877  |
| 2006  | 1 546             | 46 489              | 48 035  |
| 2007  | 1 228             | 25 891              | 27 119  |
| 2008  | 161               | 1 994               | 2 155   |
| Total | 6 575             | 223 854             | 230 429 |

### 10ª geração (2008-2012)
| Ano   | Produção (gasolina) | Produção (flex) | Total   |
| ----- | ------------------- | --------------- | ------- |
| 2007  | -                   | 19 715          | 19 715  |
| 2008  | 18 521              | 43 471          | 61 992  |
| 2009  | 2 325               | 60 388          | 62 713  |
| 2010  | 4 703               | 59 885          | 64 588  |
| Total | 25 549              | 183 459         | 209 008 |